# Bliźniaczki (serial telewizyjny)
Bliźniaczki (ang. Two of a Kind) to amerykański sitcom z Mary-Kate i Ashley Olsen w rolach głównych.
Zrealizowany został przez stację telewizyjną ABC w latach 1998–1999. W Polsce wyświetlany był przez nieistniejącą już stację RTL7 (obecnie TVN7) i Polsat.
Opowiada o domowych i szkolnych przygodach dwóch sióstr, wychowywanych jedynie przez ojca, który pewnego dnia postanawia zatrudnić panią do opieki nad córkami. Jedyną kandydatką, która się zgłasza, okazuje się jego studentka, Carrie.

## Obsada
- Christopher Sieber – Kevin Burke
- Mary-Kate Olsen – Mary-Kate Burke
- Ashley Olsen  – Ashley Burke
- Sally Wheeler – Carrie
- David Valcin – Eddie
- Orlando Brown – Max

## Książki
Na podstawie serialu powstały książki wydane przez HarperCollins Entertainment. Powstało 41 tomów.
1. Już one to załatwią (It's a Twin Thing, Judy Katschake)
2. Jak zepsuć sobie randkę ? (How to Flunk Your First Date, Megan Stine)
3. Sekret piżamowej imprezy (The Sleepover Secret, Judy Katschake)
4. O jedną bliżniaczkę za dużo (One Twin Too Many, Megan Stine)
5. Śledzić, czy nie ? (To Snoop or Not to Snoop?, Megan Stine)
6. Moja siostra, to modelka ! (My Sister the Super-model, Megan Stine)
7. Trzecia bliźniaczka (Two's a Crowd, Judy Katschake)
8. Czas niespodzianek (Let's Party!Megan Stine)
9. Komórka do wynajęcia (Calling All Boys, Judy Katschake – podseria Pamiętniki, #1)
10. Zwycięzca bierze wszystko (Winner Take All, Lisa Banim – Pamiętniki, #2)
11. Rozłąka (P.S. Wish You Were Here, Megan Stine – Pamiętniki, #3)
12. Lśniący sekret (The Cool Club, Judy Katschake)
13. War of the Wardrobes
14. Bye -Bye Boyfriend
15. It's Snow Problem
16. Likes Me, Likes Me Not
17. Shore Thing (Diaries subseries, #4)
18. Two For The Road
19. Surprise, Surprise
20. Sealed With a Kiss
21. Now You See Him, Now You Don't
22. April Fools Rules
23. Island Girls (Diaries subseries, #5)
24. Surf, Sand & Secrets (Diaries subseries, #6)
25. two of a kind diaries twist and shout
26. Closer Than Ever
27. The Perfect Gift
28. The Facts About Flirting
29. The Dream Date Debate
30. Love Set Match (Diaries subseries, #7)
31. Making A Splash (Diaries subseries, #8)
32. Dare To Scare (Diaries subseries, #9)
33. Santa Girls (Diaries subseries, #10)
34. Heart to Heart (Diaries subseries, #11)
35. Prom Princess (Diaries subseries, #12)
36. Camp Rock 'n' Roll (Diaries subseries, #13)
37. Twist and Shout (Diaries subseries, #14)
38. Hocus-pocus (Diaries subseries, #15)
39. Wish on a Star (Diaries subseries, #16)
40. Candles, Cake, Celebrate! (Diaries subseries, #17)
41. Holiday Magic (Diaries subseries, #18)